# Эга, Франсуаза
Франсуаза Эга (фр. Françoise Ega, 11 ноября 1920 — 8 марта 1976) — афро-мартиникская рабочая, писательница и общественный деятель. При жизни она была наиболее известна своим общественным лидерством и защитой карибских мигрантов во Франции. После смерти Франсуазы её письменные работы, в которых исследуются темы отчуждения, эксплуатации и национализма, были признаны важным голосом французских антильских женщин в период между окончанием Второй мировой войны и окончанием колонизации.

## Ранние годы
Франсуаза Марсель Модок родилась 11 ноября 1920 года в Ле Морн-Руж, Мартиника, в семье швеи Деэ Партель и егеря Клода Модока. Модок выросла на Мартинике и прошла курсы секретарей, получив диплом машинистки, прежде чем она переехала во Францию во время Второй мировой войны. Там она познакомилась с Францем Эга и вышла замуж за него 8 мая 1946 года в Париже. Её муж был солдатом, из-за чего пара жила в нескольких африканских странах, прежде чем они поселились в Марселе, где родились четверо из пяти её детей.

## Карьера
Эга была очень вовлечена в карибское сообщество в Марселе. Она основала внешкольные программы для детей и обучала детей как школьным занятиям, так и католическому катехизису. Она была организатором футбольной команды Французской Вест-Индии и Гвианы и основала две организации: Ассоциацию антильских и гайанских рабочих (фр. L'Amicale des travailleurs antillais et Guyanais (AMITAG)) и Антильско-Гайанскую культурную и спортивную ассоциацию (фр. Association Culturelle et Sportive Antillo-Guyanaise (ACSAG)) для содействия участию мигрантов с Французских Антильских островов и из Французской Гвианы в спортивных и культурных мероприятиях. Будучи образованной женщиной, Эга также помогала мигрантам с оформлением документов и транзакциями, связанными с их повседневной деятельностью, а также давала уроки грамотности для взрослых. Активно занимаясь политической и профсоюзной деятельностью, она решительно выступала за защиту общественных мест, таких как парки, бассейны и стадионы. Она работала с Северином Монтарелло над созданием Espace Culturel Busserine.
В 1960-х годах Эга написала два автобиографических романа, Le temps des Madras (1966) и Lettres à une noire, которые не были опубликованы до её смерти в 1978 году. Первый был серией стихов, которые отражали воспоминания о детских переживаниях Эга на Мартинике. В Lettres à une noire она исследовала темы, которые были общими для многих карибских мигрантов в послевоенный период: отчуждение, эксплуатация, миграция, национализм, а также классовая дискриминация, расизм и гендер. Услышав рассказы женщин-мигранток об их трудностях в качестве домашней прислуги, Эга устроилась на работу домработницей, чтобы иметь возможность написать о своём опыте. Так, в Lettres она описывает себя как женщину, негритянку, домработницу, в таком порядке, чтобы показать, что у неё нет власти, нет прав и что она безымянна. В романе рассказывается об обращении, которому подвергались чернокожие прислуги, о мире, в котором их труд был важен, а они сами — нет. Где рабочие должны были молча выполнять задачи, игнорируя собственную потребность в еде или помощи, как будто работа выполнялась не людьми, а безымянными объектами.
Книга организована как серия дневниковых записей (или никогда не публиковавшихся писем) бразильской писательнице Каролине Марии ди Жесус, с которой Эга познакомилась, читая журнал Paris Match.
Её работы, наряду с работами некоторых других современных карибских писателей, критикуют усилия французов по управлению своими колониями в послевоенный период. Эга говорила о расслоении общества, низкой заработной плате мигрантов, отсутствии образования.

## Смерть и память
Эга умерла 8 марта 1976 года в Марселе. После её смерти в культурном центре Буссерина была установлена мемориальная доска в память о её работах, и был создан комитет для сохранения её наследия для общества. Комитет также продолжал публиковать работы Франсуазы посмертно. В 1978 году они выпустили Lettres à une noire; в 1992 году был опубликован Le pin de Magneu; а в 2000 году комитет Mam’Ega опубликовал L’Alizé ne soufflait plus, в которой исследуется опыт молодой мартиникской пары во Франции в конце войны.